# Avventismo
L'avventismo è un sottoinsieme di Chiese e gruppi religiosi cristiani che si rifanno ad un filone specifico del mondo protestante e restaurazionista. Ad esempio nell'Enciclopedia delle religioni in Italia, gli autori, nell'approccio al protestantesimo, hanno identificato diverse categorie, o «protestantesimi». Nel quadro di questa proposta tipologica la Chiesa cristiana avventista del settimo giorno si pone come esponente di spicco, ma non l'unico, all'interno del «protestantesimo avventista». Tuttavia, essa non viene riconosciuta come protestante o evangelica dalla Federazione delle Chiese Evangeliche in Italia. Solo i battisti del settimo giorno riconoscono che essa è una Chiesa cristiana a pieno titolo.
Le caratteristiche salienti dell'avventismo, inteso in senso generico, è la fede nell'imminenza della seconda venuta di Gesù Cristo e nell'Antitrinitarismo. In realtà, si potrebbe dire che ogni Chiesa cristiana sia "avventista" in quanto l'attesa del ritorno di Gesù Cristo è comune pressoché a tutte. Tuttavia, diversa è l'enfasi posta su questa dottrina e sul posizionamento temporale di questo evento. Le Chiese e i gruppi che si rifanno al paradigma avventista situano l'evento della seconda venuta di Gesù Cristo in un tempo storico futuro in qualche modo vicino, intendendo tale evento come reale e universale.

## L'esperienza di William Miller

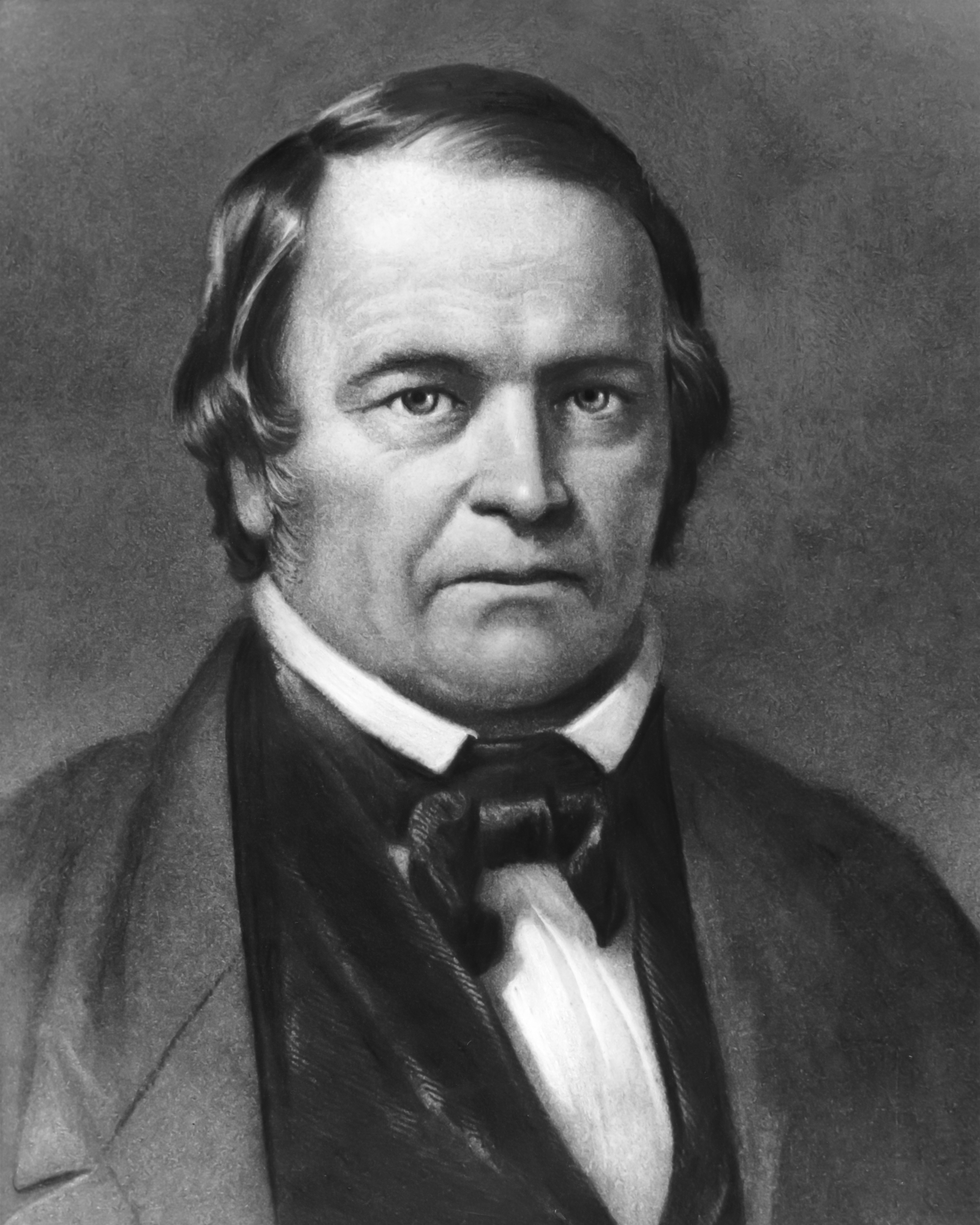
William Miller

Uno dei principali esponenti delle origini dell'avventismo contemporaneo è certamente il predicatore William Miller.
Durante la prima metà del XIX secolo gli Stati Uniti conobbero una grande rinascita religiosa nel cui contesto si svilupparono movimenti molto diversi tra loro, come ad esempio la Chiesa di Gesù Cristo dei santi degli ultimi giorni, la principale organizzazione dei mormoni. All'interno di questo clima culturale e religioso, un fattore battista dello Stato di New York, la cui sola cultura era quella di un contadino che studiò nella scuola di campagna per soli otto anni (come la licenza media in Italia), elaborò l'intima convinzione che le profezie contenute nel libro biblico di Daniele ed in particolare del capitolo 8, indicassero il prossimo ritorno di Cristo per il periodo 1843-1844. William Miller cominciò a diffondere questa convinzione pubblicamente a partire dal 1831.
La diffusione del messaggio di William Miller diede origine a un grande fermento all'interno di molte confessioni protestanti americane. Dopo qualche tempo i seguaci degli insegnamenti di Miller, i milleriti, ruppero con le Chiese di origine e formarono un proprio movimento autonomo, in seguito denominatosi Chiesa Cristiana Avventista. La previsione della seconda venuta di Cristo per il 22 ottobre 1844, ultima data proposta dai milleriti, non si realizzò e questo causò lo sfaldamento del movimento millerita in una miriade di chiese e di gruppi differenti tra di loro, che in effetti era tenuto unito essenzialmente dalla fiducia in Miller e nella sua dottrina, non essendovi su altri punti dottrinali un consenso generalizzato.
Da uno dei gruppi sopravvissuti alla delusione del 1844 sarebbe poi nata, nel 1863, la Chiesa Cristiana Avventista del Settimo Giorno alle cui origini si trova il ministero profetico di Ellen G. White, nel 1925 gli Avventisti del settimo giorno del movimento di riforma, nel 1954 la Chiesa avventista del riposo sabatico, nel 1955 anche i Davidiani, la Chiesa cristiana avventista (nata in Salem, nel Massachusetts, dalla fusione dell'Unione della vita e dell'avvento di George Storrs con l'Associazione cristiana avventista) e poi nel 1974 la House of Yahweh di Yisrayl Hawkins. Tra i movimenti che trovarono ispirazione nella predicazione di Miller, e dalla Chiesa Cristiana Avventista, si ricorda il Movimento degli Studenti della Bibbia (o Studenti Biblici) di Charles Taze Russell (il fondatore degli attuali Testimoni di Geova) così come il dr William S. Sadler (24 giugno 1875 – 26 aprile 1969) che è stato uno psichiatra statunitense avventista che ha contribuito a pubblicare il libro di Urantia e, infine, la Chiesa avventista del riposo sabatico.

### Insabbatati o sabbatati? Osservatori del sabato?
Gli avventisti del settimo giorno si rifanno anche all'esperienza dei sabatisti intesi come "insabbatati" o "sabbatati"'. Dalla fine del dodicesimo secolo, infatti, gli oppositori dei valdesi iniziarono a chiamarli "insabbatati", "sabbatati" o altri nomi simili. Nel corso dei secoli, sono state seguite due maggiori strade interpretative riguardo al significato profondo di tali nomi. Un'interpretazione, la più seguita ancora oggi anche da parte valdese considera i valdesi della Chiesa evangelica valdese come un nuovo movimento religioso "eretico" i cui membri si distinguevano perché indossavano un tipo particolare di calzatura, i "sabots" che erano degli zoccoli così come usano ancora oggi indossare molti pastori montanari. Essa identifica Pietro Valdo di Lione come il fondatore del movimento valdese che ruppe nel medioevo con la Chiesa cattolica. Secondo questa interpretazione, i valdesi adottarono questo originale tipo di calzatura per testimoniare al popolo che erano un semplice ordine religioso cattolico popolare intento alla restaurazione della semplicità del Vangelo di Cristo del Nuovo Testamento che i "poveri di Lione" (il nome originale dei valdesi) volevano proclamare. Con i loro semplici "sabots" si distinguevano dagli altri ordini religiosi cattolici e avevano l'apparenza di genuini apostoli di Gesù. L'altra interpretazione ritiene che questi soprannomi descrivessero la fede valdese che rigettava le tradizioni non bibliche, le feste e i giorni santi designati come "sabati" istituiti dalla Chiesa cattolica romana. Questa spiegazione presuppone che i valdesi non fossero un nuovo movimento religioso e che la loro presenza fosse già attestata ben prima di Pietro Valdo. I loro insegnamenti erano basati sulla Bibbia, la sola Bibbia. La prima volta che la parola "insabbatati" venne usata per i valdesi fu nell'editto del 1192 contro gli "eretici", firmato dal re Alfonso II d'Aragona (1164-1196). In esso, i valdesi erano chiamati "insabbatati" e "I poveri di Lione". L'editto non spiega perché i valdesi fossero definiti "insabbatati". La fonte successiva è l'editto del 1197 contro gli "eretici" a firma del figlio del re Alfonso II d'Aragona, il re Pietro II d'Aragona (1196-1213). Questa volta i valdesi erano chiamati "sabbatati". Anche questo editto non dava alcuna spiegazione ne' del perché del nome, ne' del motivo dell'omissione del prefisso "in". Il fatto che nessuno dei due editti desse tali spiegazioni, indica che i termini erano noti al popolo in quel tempo. La seconda, e più plausibile, interpretazione di "insabbatati" e "sabbatati" è quella della Chiesa cristiana avventista del settimo giorno e dei suoi storici, ma non dei valdesi della Chiesa evangelica valdese che associano queste parole al persistente rifiuto dei valdesi di osservare le tradizioni cattoliche, comprese feste, giorni santi e "sabati". Osservatori del sabato? Nel 1618 uno storico valdese, John Perrin (1580-1648) scrisse: "I valdesi rigettano le feste romane, e osservano solamente il giorno del Sabato, per questo erano chiamati "insabbatati", perché osservavano il sabato". Con poche eccezioni, i valdesi negano oggi che gli antichi valdesi osservassero il sabato biblico. Gli avventisti del settimo giorno, dal canto loro, continuano ancora oggi a sostenere e a diffondere questa interpretazione. Una questione mai risolta. Tuttavia, l'evidenza storica indica che molti di loro osservassero il sabato biblico durante il medioevo. L'osservanza del Sabato presso I valdesi era molto diffusa in Boemia e Moravia e anche presso gli unitariani della Transilvania. Il manoscritto di un inquisitore tedesco del quindicesimo secolo riportava che i valdesi in Boemia "non celebravano le feste della vergine Maria e degli apostoli, eccetto il giorno del Signore. Non pochi celebrano il Sabato con gli ebrei".